# Nodozana bellicula
Nodozana bellicula är en fjärilsart som beskrevs av William Schaus 1905. Nodozana bellicula ingår i släktet Nodozana och familjen björnspinnare. Inga underarter finns listade i Catalogue of Life.